# Brachyloma
Brachyloma é um género botânico pertencente à família Ericaceae.

## Espécies
- Brachyloma ciliatum
- Brachyloma concolor
- Brachyloma daphnoides
- Brachyloma delbi
- Brachyloma depressum
- Brachyloma ericoides
- Brachyloma mogin
- Brachyloma nguba
- Brachyloma preissii
- Brachyloma saxicola
- Brachyloma scortechinii